# Bataille de Yongsan
Guerre de Corée
Batailles
Bataille du périmètre de Busan :

Août :
- Masan
- Massacre de Bloody Gulch
- Battle Mountain
- Nakdong (1re)
- Pohang
- Daegu
- Bowling Alley
- Massacre de la colline 303

Septembre :
- Grande offensive du Nakdong
- Gyeongju
- Tabu-dong
- Ka-san
- Nakdong (2e)
- Yongsan
- Haman
- Rivière Nam

Contexte :
- Ordre de bataille
- Logistique

La bataille de Yongsan est un engagement entre les forces des Nations unies et de Corée du Nord lors de la guerre de Corée qui se déroule du 1er au 5 septembre 1950 à Yongsan en Corée du Sud. Cette bataille fait partie de la seconde bataille du Nakdong lors de la bataille du périmètre de Busan. La bataille se termine par une victoire des Nations unies, après qu’un grand nombre de soldats sud-coréens et américains a repoussé une forte attaque nord-coréenne.
Au cours de la seconde bataille du Nakdong, l'armée populaire nord-coréenne perce à travers les lignes de la 2e division d'infanterie de l'armée américaine le long du fleuve Nakdong. Afin d’exploiter cette faiblesse, la 4e et la 9e division d’infanterie nord-coréennes attaquent Yongsan, un village à l'est de la rivière et une passerelle pour les lignes d'approvisionnement et de renforcement de l'ONU sur le périmètre de Busan. La ville est alors le lieu d’un lourd affrontement entre les forces nord-coréennes et américaines pour sa conquête.
La 2e division d’infanterie ayant été scindé en deux après la percée, les Nord-Coréens réussissent à capturer brièvement Yongsan. Le lieutenant-général Walton Walker, voyant le danger de cette avancée, ordonne à la 1re brigade provisoire des Marines de contre-attaquer. Après trois jours de combats acharnés, les forces de l'US Army et les Marines sont en mesure de repousser les Nord-Coréens hors de la ville et de détruire les deux divisions ennemies. La victoire à Yongsan est une étape clé dans la victoire pour la seconde bataille du Nakdong.

## Contexte

### Le périmètre de Busan

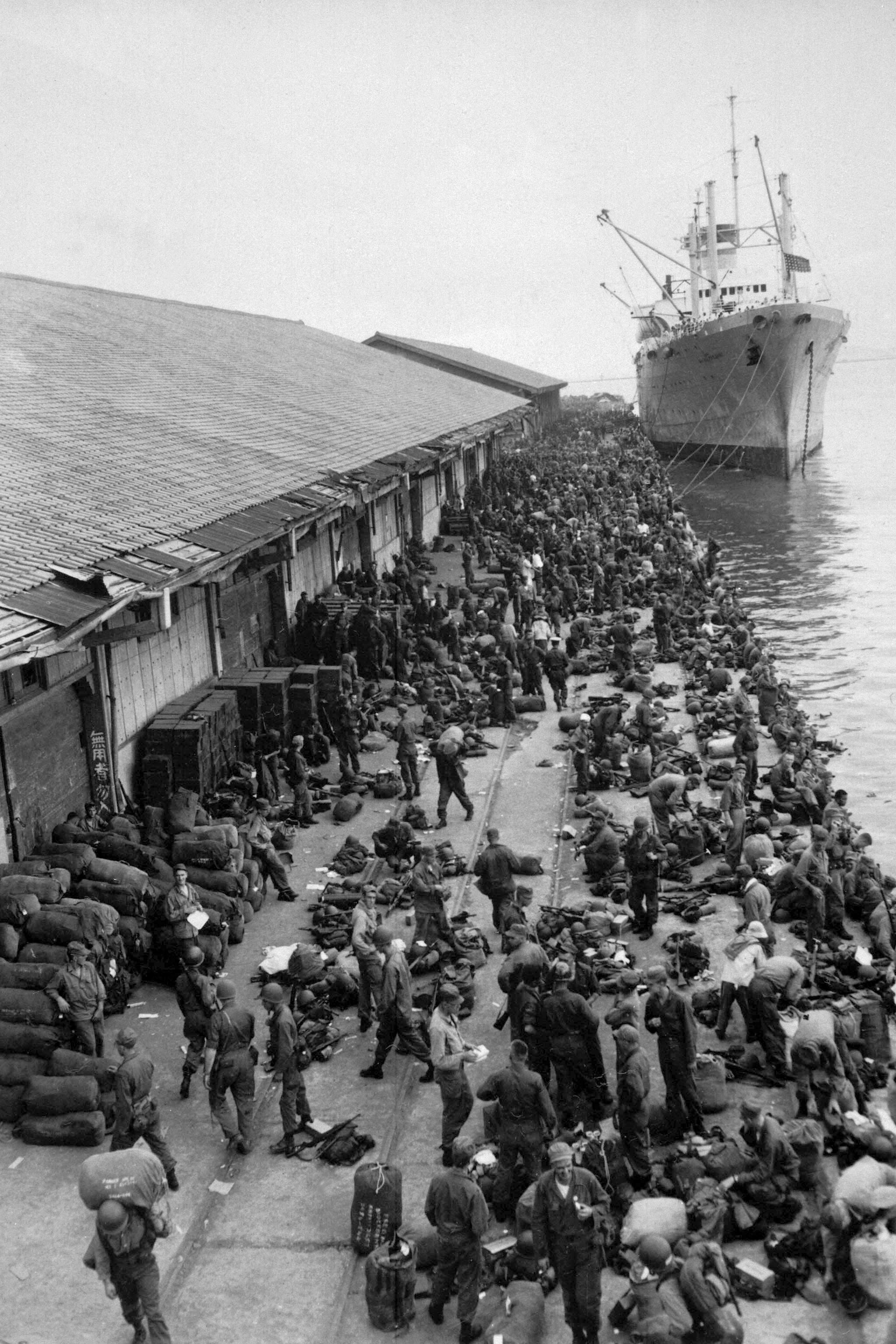
Les troupes américaines en cours de débarquement en Corée, le 6 août 1950.

Dès le début de la guerre de Corée et l'invasion de la Corée du Sud par le Nord, l'Armée populaire de Corée bénéficie d'une supériorité en homme et en équipement tant sur l'armée de terre de la République de Corée que sur les premières forces expédiées par l'Organisation des Nations unies afin d'empêcher l'effondrement de la Corée du Sud. La stratégie nord-coréenne est de poursuivre agressivement les forces des Nations unies et les forces sud-coréennes sur toutes les voies d'approche en direction du sud, attaquant de front et amorçant simultanément un mouvement en tenaille. Cela doit permettre aux Nord-Coréens d’encercler et de couper la retraite de l’ennemi, qui est alors forcé de se retirer en désordre, laissant derrière lui une grande partie de son matériel. De l'offensive initiale du 25 juin aux combats en juillet et début août, les Nord-Coréens utilisent cette stratégie pour vaincre efficacement toutes les forces de l'ONU qui doivent battre en retraite vers le Sud. Cependant, à partir de l’établissement du périmètre de Busan sous la responsabilité de la 8e armée des États-Unis en août, les troupes de l'ONU tiennent efficacement une ligne de défense continue que les troupes nord-coréennes ne peuvent percer ou contourner. La logistique nord coréenne plus faible et éloignée de ses bases ne peut suivre le système logistique mis en place par l'ONU à Busan (en) et leur avantage diminue chaque jour devant le nombre d'hommes et de matériel qui débarque sur le périmètre.
Quand les Nord-Coréens approchent du périmètre de Busan, le 5 août, ils tentent la même technique d'assaut frontal sur les quatre principales voies d'approche vers le périmètre. Tout au long du mois d'août, la 6e division nord-coréenne, et plus tard la 7e division engagent la 25e division d'infanterie américaine durant la bataille de Masan, repoussant d'abord une contre-offensive de l'ONU avant d'attaquer à Komam-ni et à Battle Mountain. La poussée bloque devant les forces de l'ONU, bien équipées et disposant de grandes réserves qui repoussent à plusieurs reprises les forces nord-coréennes. Au nord de Masan, la 4e division nord-coréenne et la 24e division d'Infanterie américaine s'affrontent dans la zone du Nakdong Bulge. Lors de la première bataille du Nakdong, la division nord-coréenne est incapable de tenir sa tête de pont sur la rivière face au grand nombre de troupes de réserve américaines qui tiennent bon et les repoussent, et le 19 août, la 4e division nord-coréenne est refoulée à travers le fleuve avec 50 pour cent de pertes,. Dans la région de Daegu, cinq divisions nord-coréennes qui tentent de prendre la ville sont repoussées par trois divisions de l'ONU à plusieurs reprises au cours de la bataille de Daegu,. Les combats sont violents en particulier dans la Bowling Alley où la 13e division nord-coréenne est presque anéantie. Sur la côte Est, trois autres divisions nord-coréennes sont repoussées par les Sud-Coréens à P'ohang-dong lors de la bataille de P'ohang-dong. Sur l’ensemble du front, les troupes nord-coréennes sont ébranlées par les défaites. Pour la première fois depuis le début du conflit leur stratégie ne fonctionne plus.

### La grande offensive du Nakdong

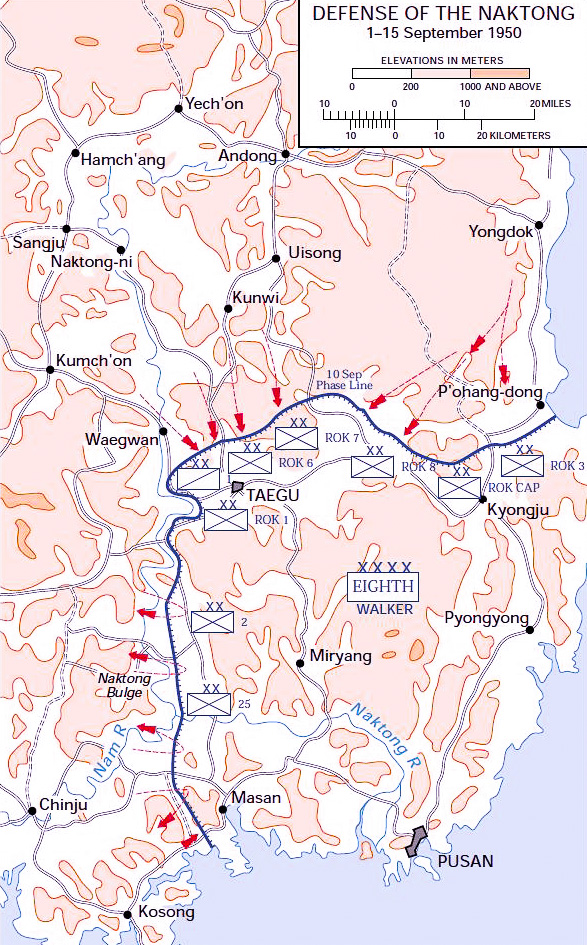
La carte de la ligne défensive de Périmètre Busan en septembre 1950. Yongsan se trouve à l'ouest du périmètre.

Lors de la planification de la grande offensive, les commandants nord-coréens se rendent compte que toute tentative d'attaque par les flancs des forces de l'ONU est impossible de par l'appui de la marine américaine. Au lieu de cela, comme seul espoir de réussite, ils choisissent de frapper frontalement le périmètre afin de le réduire. Avertis par le renseignement soviétique, les Nord-Coréens sont conscients que les forces de l'ONU se renforcent le long du périmètre de Busan et qu'ils doivent mener une offensive rapidement, ou renoncer à la bataille. L’objectif secondaire est d’encercler Daegu et de détruire les unités américaines et sud-coréennes présentes dans la ville. À cette fin, les unités nord-coréennes prévoient d'abord de couper les lignes d'approvisionnement vers Daegu.
Le 20 août, le commandement nord-coréen distribue les ordres opérationnels à leurs unités subordonnées. Ces ordres appellent à une attaque simultanée contre les lignes de l'ONU sur cinq zones différentes afin de submerger les défenseurs de l'ONU et de permettre aux Nord-Coréens de percer les lignes et de repousser les forces de l'ONU sur au moins une des zones. Cinq groupes de combat sont constitués. L'attaque à l'Ouest du périmètre est menée par les 9e, 4e, 2e, et 10e divisions qui doivent percer la 2e division d'infanterie américaine au Nakdong Bulge à Miryang et Yongsan.,.

## Bataille
Dans la matinée du 1er septembre, pour leur première offensive de la guerre, les 1er et 2e régiments de la 9e division se trouvent à quelques kilomètres seulement de Yongsan après une traversée du fleuve Nakdong et la pénétration des lignes américaines,. Le 3e régiment est demeuré à Incheon, mais le commandant de division, le Major général Pak Kyo Sam estime que les chances de capturer Yongsan sont assez élevées.
La 9e division nord-coréenne approche Yongsan, son 1er régiment par le nord et son 2e régiment par le sud. Le soutien d’artillerie attaché à la division est exceptionnellement fort. Il est composé d'un bataillon d’artillerie de 76 mm issu du 1er corps, un bataillon d’artillerie antiaérien, deux bataillons de chars de la 16e brigade blindée, et un bataillon d'artillerie de la 4e division,. La 4e division qui a traversé le fleuve après la 9e division, se trouve derrière cette dernière. Sa composition est plus faible. Elle est en sous-effectif, à court d'armes et composée essentiellement de remplaçants non formés. Un document nord-coréen intercepté mentionne ces unités qui attaquent le Nakdong depuis Sinban-ni comme la principale force d’attaque du 1er corps. Les éléments de la 9e division atteignent les collines à l'ouest de Yongsan dans l'après-midi du 1er septembre,.
Dans la matinée du 1er septembre, avec seulement les restes brisés de la compagnie E, le 9e régiment d'infanterie de la 2e division d'infanterie américaine n’a pratiquement aucune troupe pour défendre Yongsan. Le commandant de la division, le major général Laurence B. Keiser face à cette situation d'urgence rattache le 2e bataillon du génie de combat au régiment. Le 72e bataillon de chars et la compagnie de reconnaissance de la 2e division sont également affectés sur des positions proches de Yongsan. Le général Keiser décide de diviser ses forces dans la région en deux groupes. Il place le commandant d'artillerie de la division, le général de brigade Loyal M. Haynes, aux commandes du premier groupe, la Task Force Haynes, situé à dix kilomètres au nord de Changnyong. Au sud, dans la région de Yongsan, Keiser place sous le commandement du général de brigade Joseph S. Bradley, commandant en second de la division, le 9e régiment d'infanterie, le 2e bataillon du génie, la majorité du 72e bataillon de tank, et d'autres unités diverses de la division. Ces unités forment la Task Force Bradley. Le commandant du régiment prévoit de placer les troupes du génie sur la chaîne de basses collines qui borde Yongsan au nord-ouest.

### L'attaque nord-coréenne

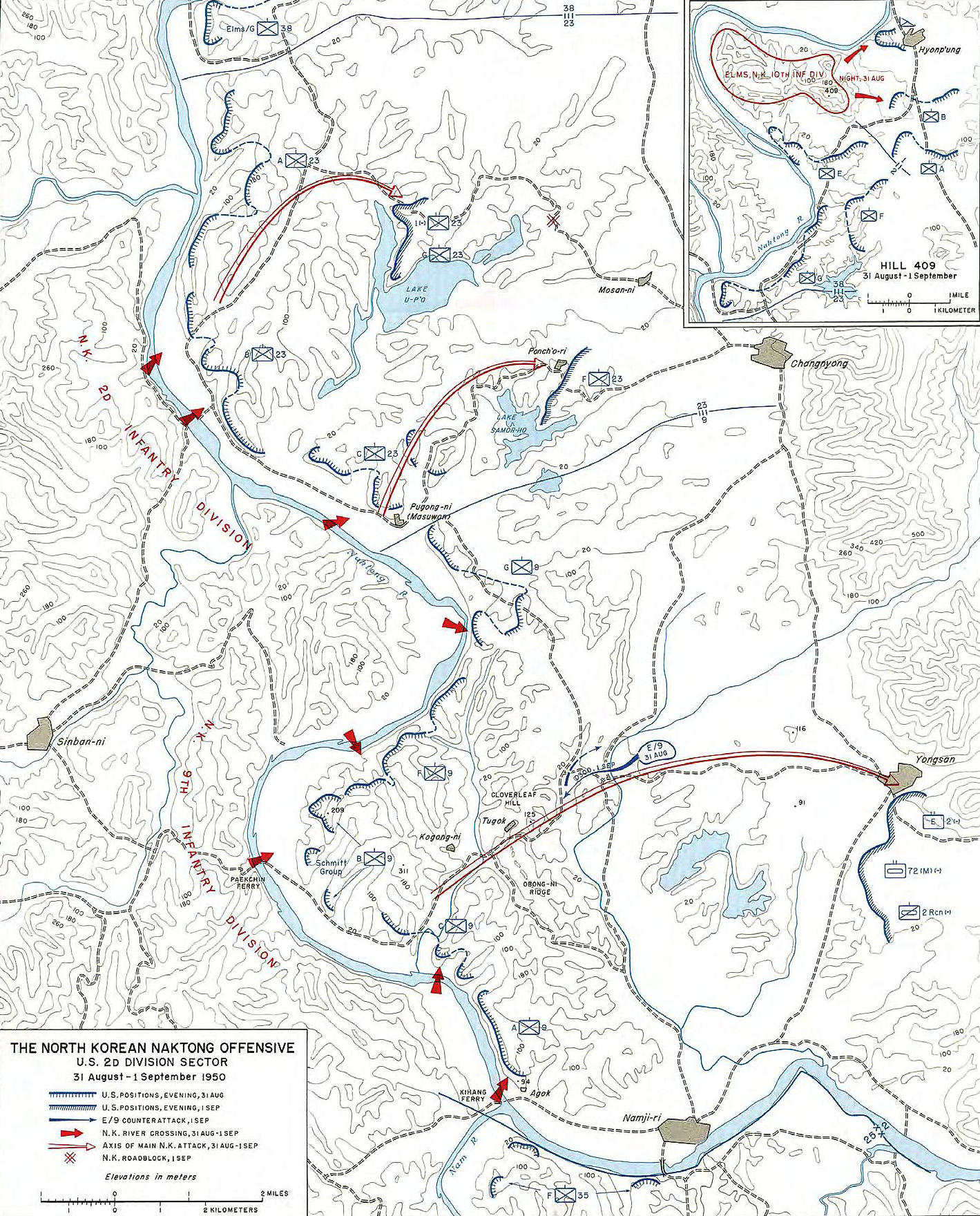
Carte du secteur de la 2e division lors de la bataille de Yongsan.

La compagnie A du 2e bataillon du génie de combat prend position sur le côté sud de la route de Yongsan-Nakdong ; la compagnie D du 2e bataillon du génie se positionne sur le côté nord de la route. À environ trois km à l'ouest de Yongsan, 300 soldats nord-coréens engagent la compagnie A. Les M19 Multiple Gun Motor Carriage du 82e bataillon AAA appuie les soldats du génie dans cette action, qui dure plusieurs heures. Pendant ce temps, avec l'approbation du général Bradley, la compagnie D manœuvre vers la colline surplombant Yongsan juste au sud. Un peloton d'infanterie prend position derrière elle. La compagnie A reçoit alors l’ordre de se replier au sud-est de Yongsan sur le flanc gauche de la compagnie D. Là, la compagnie A prend position le long de la route; À sa gauche, on trouve la compagnie C du bataillon du génie, et au-delà de la compagnie C, la compagnie de reconnaissance de la 2e division. La colline occupée par la compagnie D est en réalité à l'extrémité ouest d'une grande masse montagneuse qui se trouve au sud-est de la ville. La route qui rejoint Miryang passe au sud de Yongsan, contourne la pointe ouest de la colline, puis court vers l'est le long de sa base sud. Depuis sa position, la compagnie D non seulement surplombe la ville mais aussi sa sortie, la route de Miryang,.
Les Nord-Coréens approchent également Yongsan par le Sud. La compagnie de reconnaissance de la 2e division et le 72e bataillon de tank s'opposent à ces derniers dans un combat intense. Dans cette action, le sergent de première classe Charles W. Turner (en) de la compagnie de reconnaissance se distingue particulièrement. Il monte sur un tank et avec la mitrailleuse de tourelle, détruit sept mitrailleuses nord-coréennes. Turner essuie de nombreux tirs nord-coréens qui détruisent le périscope et les antennes du tank. En tout ce dernier reçoit plus de 50 coups au but. Turner, bien que blessé reste sur le tank jusqu'à ce qu'il soit touché par un tir fatal. Cette nuit-là soldats nord-coréens franchissent les faibles défenses autour de Yongsan et entrent dans la ville par le Sud,.
Les Nord-Coréens tentent ensuite une percée à travers la position des soldats du génie. Mais après l’aube, ils ne peuvent obtenir plus de renfort depuis que la compagnie D a pris position et surplombe la ville et ses voies d’approches. Dans cette lutte, qui fait rage jusqu'à 11h00, les soldats du génie n’ont ni artillerie, ni le soutien de mortier. La compagnie D contourne cette faiblesse en utilisant ses nouveaux lance-roquettes de 3,5 pouces et ses vieux lance-roquettes de 2,36 pouces contre l'infanterie nord-coréenne. Le feu de ces 18 lance-roquettes combinés aux tirs des mitrailleuses et des armes légères de la compagnie inflige de très lourdes pertes aux Nord-Coréens, qui tentent désespérément d'ouvrir la voie à une poussée vers l'Est en direction de Miryang. Les tanks des compagnies A et B, du 72e bataillon, situés à la lisière sud et est de Yongsan prennent part cette bataille intense aux côtés des soldats du génie. Le commandant de compagnie est le seul officier de la compagnie D à ne pas être tué ou blessé dans cette mêlée, qui coûte à la compagnie 12 hommes tués et 18 blessés. La lisière de Yongsan et les pentes de la colline au sud de la ville se couvrent des morts et des équipements détruits de la Corée du Nord.

### Les renforts
Alors que cette bataille fait rage durant la matinée à Yongsan, les commandants réorganisent environ 800 hommes de la 9e d'infanterie qui arrivent dans la zone depuis les postes de première ligne situés sur le fleuve. Parmi eux, les compagnies F et G, qui n'étaient pas sur la route empruntée par les Nord-coréens et qui avaient réussi à se retirer vers l'Est. Ils n’ont aucun équipement lourd. Dans l’après-midi du 2 septembre, les tanks et le 2e bataillon réorganisé, 9e d'infanterie, attaquent à travers la compagnie A du 2e bataillon du génie, à Yongsan, et reprend possession de la ville à 15h00. Plus tard, deux équipes de bazooka de la compagnie A du 2e bataillon du génie de combat, détruisent trois chars T-34 juste à l'ouest de Yongsan. Pendant la journée, les actions au sol et aériennes finissent de détruire les autres chars nord-coréens au sud-ouest de la ville. En soirée, les Nord-Coréens sont chassés dans les collines à l'Ouest. Au même moment, le 2e bataillon d’infanterie et la compagnie A du 2e bataillon du génie, occupent la première chaîne de basses collines à 800 m au-delà de Yongsan ; Le génie à l'Ouest et le 2e bataillon au nord-ouest de la ville. Pour le moment, au moins, la poussée nord-coréenne vers Miryang est arrêtée. Les unités américaines désespérément à court de soldats commencent à être renforcées par des renforts sud-coréens (KATUSA). Cependant, le fossé culturel entre les KATUSAs et les troupes américaines provoque des tensions.
À 9h35, le 2 septembre, tandis que les Nord-Coréens tentent de détruire les troupes du génie à la lisière sud de Yongsan et de dégager la route vers Miryang, le commandant de la 8e armée des États-Unis, le lieutenant-général Walton Walker parle par téléphone avec le major général Doyle Overton Hickey, chef adjoint d'état-major, du commandement américain en Extrême-Orient à Tokyo. Il décrit la situation autour du périmètre et déclare que la menace la plus grave se situe le long de la frontière entre les 2e et 25e divisions d'infanterie américaines. Il décrit l'emplacement de ses forces de réserve et ses plans pour les utiliser. Il précise qu'il a ordonné l’envoi de la 1re brigade provisoire des Marines, sous les ordres du général de brigade Edward A. Craig, vers Yongsan, mais qu’il n’a pas encore autorisé son engagement là-bas. Il veut être sûr que le général Douglas MacArthur approuve son utilisation, en particulier depuis qu’il savait que ce dernier à interférer avec d'autres plans du commandement en Extrême-Orient. Walker affirme qu'il ne pense pas qu'il puisse rétablir les lignes de la 2e division sans les Marines. Hickey répond que MacArthur a, la veille, approuvé l'utilisation des Marines américains si et quand Walker le juge nécessaire. Quelques heures après cette conversation, à 13:15, Walker rattache la brigade des Marines à la 2e division américaines et ordonne une attaque coordonnée par tous les éléments disponibles de la division et des Marines, avec la mission de détruire les Nord-Coréens à l’Est du Nakdong dans le secteur de la 2e division et de restaurer les lignes sur le fleuve,. Dès la mission terminée, les Marines doivent être détachés de la 2e division,.

### Contre-attaque du 3 septembre
Une réunion se déroule dans l’après-midi au poste de commandement de la 2e division en présence des dirigeants de la 8e armée, de la 2e division, et de la 1re brigade des Marines. La décision est prise que les Marines attaquent à 08h00 le 3 septembre à l'ouest, à cheval sur la route Yongsan-Nakdong ; le 9e régiment d'infanterie, la compagnie B du 72e bataillon de tank et la batterie D du 82e bataillon AAA attaquent au nord-ouest et tentent de rétablir le contact avec le 23e régiment d'infanterie ; et le 2e bataillon de génie, les restes du 1er bataillon, 9e d'infanterie, et les éléments du 72e bataillon de chars attaquent sur le flanc gauche afin de rétablir le contact avec la 25e division. La 8e armée ordonne ensuite au quartier général de la 24e division d'infanterie américaine et au 19e régiment d'infanterie de prendre position à Susan-ni, à 13 km au sud de Miryang et à 24 km à l'est de la confluence de la rivière Nam et du Nakdong afin de se préparer à entrer dans la bataille soit dans la zone de la 2e ou de la zone de la 25e division.
Les troupes tenant cette ligne sur les premières collines à l'ouest de Yongsan sont la compagnie G, 9e régiment d’infanterie, au nord de la route allant vers l'ouest à travers Kogan-ni vers le Nakdong ; une compagnie du 2e bataillon du génie de combat au sud à travers la route ; et, à leur suite, les soldats du génie de la compagnie F, 9e d’infanterie. Entre 03h00 et 04h30, le 3 septembre, la 1re brigade provisoire des Marines se positionne à l’avant de cette zone de rassemblement. Le 2e bataillon (en), 5e régiment de Marines se rassemble au nord de Yongsan, le 1er bataillon, 5e Marines au sud de celui-ci. Le 3e bataillon (en), 5e Marines établi des postes de sécurité au sud-ouest de Yongsan le long des voies d’approche vers le secteur,.
Pendant la nuit, la compagnie A du génie est engagée dans d'intenses combats avec les Nord-Coréens et ne peut atteindre son objectif. À l'aube, le 3 septembre, la compagnie A attaque afin de gagner les hauteurs qui font partie de la ligne attribuée initialement aux Marines. La compagnie se bat pour se frayer un chemin jusqu'à 90 m du sommet, qui est tenu fermement par les Nord-coréens. À ce stade, le commandant de compagnie attrape une grenade nord-coréenne qui le blesse alors qu'il tente de la relancer loin de ses hommes. La compagnie avec l'aide des tirs des chars des Marines atteint finalement son objectif, mais ce premier engagement tôt le matin retarde l'attaque planifiée.
L'attaque des Marines commence à 8 h 55 à travers les rizières en direction des hauteurs tenues par les Nord-coréens à 800 m à l'Ouest. Le 1er bataillon, 5e Marines, au sud de la route est-ouest, atteint son objectif alors que les soldats nord-coréens abandonnent le versant nord sous les frappes aériennes et traversent la route vers la colline 116 dans la zone du 2e bataillon. Les frappes aériennes, les concentrations d'artillerie et de mitrailleuse et les tirs du 1er bataillon, fauchent les renforts nord-coréens en terrain découvert dans les rizières tuant la plupart d'entre eux. Dans l'après-midi, le 1er bataillon atteint la colline 91.
Au nord de la route, alors qu’il atteint la pointe nord de la colline 116, à 3,2 km à l'ouest de Yongsan, le 2e bataillon rencontre des difficultés, sous le feu lourd des tirs nord-coréens. Les Nord-Coréens tiennent la colline durant toute la journée, et durant la nuit, la compagnie D du 5e Marines se retrouve isolée sur le site. Dans les combats à l'ouest de Yongsan, des blindés des Marines mettent hors de service quatre chars T-34, tandis que l'équipage d’un cinquième abandonne sa monture. Cette nuit là, les marines poussent sur une ligne de 3 km à l'ouest de Yongsan. Le 2e bataillon perd 18 tués et 77 blessés au cours de la journée, la plupart d'entre eux dans lc Compagnie D. Les pertes totales des Marines durant la journée du 3 septembre s’élève à 34 tués et 157 blessés. Coordonnant son attaque avec celle des Marines, le 9e régiment d’infanterie avance côte à côte de ces premiers vers le nord.

### Contre-attaque du 4 septembre
Juste avant minuit, le 3e bataillon, 5e Marines, reçoit l'ordre de passer à travers les positions du 2e bataillon et continuer l'attaque dans la matinée. Dans la nuit des pluies torrentielles rendent la vie difficile aux soldats et affectent le moral des troupes. Les Nord-Coréens se montrent inhabituellement calmes et n'envoient que quelques patrouilles. Le matin du 4 septembre, le temps redevient clair,.
La contre-attaque se poursuit à partir de 08h00 le 4 septembre, d'abord avec peu d'opposition. Au nord de la route, le 2e bataillon prend rapidement et sans difficulté la colline 116, les Nord-Coréens s’étant retirés au cours de la nuit. Au sud de la route, le 1er bataillon prend ce qui semble être un poste de commandement de la 9e division nord-coréenne. Les tentes sont toujours en place ainsi que de l’équipement dispersé autour d’elles. Deux chars T-34 en excellent état sont aussi retrouvés sur place. Les chars et les troupes américaines qui avancent le long de la route découvrent cette dernière jonchée de nombreux morts nord-coréens ainsi que du matériel détruit ou abandonné. À la nuit tombée la contre-attaque a gagné près de 5 km supplémentaires.
Cette nuit demeure calme jusqu’à l'aube. Le jour venu et alors qu’il commence à pleuvoir, les Nord-Coréens lancent une attaque contre le 9e régiment d'infanterie positionné à la droite des Marines, dont le choc principal touche la compagnie G,,. Accompagnant son peloton depuis un avant-poste afin de soutenir la compagnie, le sergent de première classe Loren R. Kaufman (en) rencontre une force nord-coréenne sur la ligne de crête. Il donne un coup de baïonnette l'éclaireur de tête et engage ceux qui suivent avec des grenades et des tirs de fusil. Son attaque soudaine prend par surprise et disperse ce groupe. Kaufman guide ensuite son peloton et réussit à se joindre à la compagnie G aux abois. Dans les combats qui ont suivi, Kaufman prend la tête de l'assaut contre les positions nord-coréennes et, dans des combats au corps-à-corps, il élimine quatre autres soldats nord-coréens avec sa baïonnette, détruit un poste de mitrailleuse, et tue les membres de l'équipage d'un mortier nord-coréen. L'artillerie américaine concentre ses frappes à l'avant du 9e régiment d'infanterie, ce qui permet de repousser les Nord-Coréens.

### Contre-attaque du 5 septembre
Le matin du 5 septembre, après une préparation d'artillerie de 10 minutes, les troupes américaines reprennent l’offensive sous la pluie pour leur troisième jour de contre-attaque. Alors que l’offensive progresse, les marines approchent d’Obong-ni Ridge et le 9e régiment d'infanterie s’approche de Cloverleaf Hill, où ces derniers ont déjà combattu avec ténacité au cours de la première bataille du Nakdong le mois précédent. Là, au milieu de la matinée, sur les hauteurs, ils peuvent voir les troupes nord-coréennes se retrancher. Les marines approchent la passe entre les deux collines et prennent position en face des hautes positions nord-coréennes.
À 14h30 environ, 300 soldats d'infanterie nord-coréens en provenance du village de Tugok attaquent en dissimulant leur position, la compagnie B sur la colline 125, juste au nord de la route et à l'est de Tugok. Deux chars T-34 prennent par surprise et détruisent les deux chars de tête M26 Pershing des Marines, bloquant le champ de tir et obligeant quatre autres chars américains à se retirer sur de meilleures positions. Les équipes d'assaut de la compagnie B et le 1er bataillon équipé de lance-roquettes de 3,5 pouces se précipitent dans l'action, prennent les chars nord-coréens pour cibles, et détruisent deux d'entre eux, ainsi qu’un véhicule de transport de troupes blindé à leur suite. L'attaque nord-coréenne d'infanterie est brutale et inflige 25 pertes à la compagnie B avant que les renforts de la compagnie A et le soutien de l'artillerie de l'US Army et les mortiers de 81 mm des Marines permettent de les repousser,.
Le 5 septembre est une journée de lourdes pertes partout sur le périmètre de Busan. Les unités de l'US Army comptent 102 tués, 430 blessés et 587 disparus dans l'action pour un total de 1119 victimes. Les unités de Marines dénombrent 35 tués, 91 blessés, et aucun manquant dans l'action, pour un total de 126 blessés au combat. Les pertes totales américaines au combat pour la journée sont de 1245 hommes. On ne sait pas combien de Nord-Coréens ont été tués ou blessés ce jour-là, mais ils ont probablement subi de lourdes pertes.

### Les Nord-coréens repoussés
Au cours de la nuit précédente, à 20h00 le 4 septembre, le général Walker ordonne finalement que la 1re brigade provisoire des Marines soit libérée du contrôle opérationnel de la 2e division à compter de minuit, le 5 septembre. Il proteste vainement contre la libération de la brigade, affirmant qu'elle lui est nécessaire avec l’ensemble des troupes afin d'arrêter l'offensive nord-coréenne contre le périmètre de Busan. Pourtant, à 00h15, le 6 septembre, les marines commencent à quitter leurs lignes à Obong-ni Ridge et se dirigent vers Busan afin de rejoindre le Japon et de fusionner avec d'autres unités de Marines. Ils doivent se joindre au 1er régiment de Marines et au 7e régiment de Marines afin de former la nouvelle 1re division de Marines.
Le désaccord est houleux entre le commandement de Walker en Corée et le commandement de MacArthur au Japon. Walker prétend qu'il ne peut pas tenir le périmètre de Pusan sans conserver les Marines en réserve, tandis que MacArthur affirme qu'il ne peut pas procéder au débarquement d'Incheon sans eux. MacArthur répond aux inquiétudes de Walker en lui attribuant le 17e régiment d’infanterie, et plus tard, le 65e régiment d'Infanterie afin de combler ses troupes de réserve, mais Walker estime ces troupes inexpérimentées et s’inquiète de leur efficacité au combat. Walker estime aussi que cette transition risque de mettre en danger le périmètre alors que les inquiétudes sont encore grandes sur la capacité de ce dernier à tenir contre les Nord-coréens,.
La contre-offensive américaine du 3 au 5 septembre à l’ouest de Yongsan, selon les déclarations de prisonniers, donne lieu à l'une des débâcles les plus sanglantes de la guerre pour une division nord-coréenne. Même si les restes de la 9e division, soutenue par la faible résistance de la 4e division, détiennent toujours Obong-ni Ridge, Cloverleaf Hill, et les voies de retrait vers le Nakdong le 6 septembre, leurs forces offensives sont totalement épuisées à la fin de la contre-attaque américaine. Les 9e et 4e divisions ne sont plus en mesure de reprendre l'offensive.

## Conséquences
Les 4e et 9e divisions nord-coréennes sont presque entièrement détruites dans les combats du Nakdong. La 9e division était composée de 9 350 hommes au début de l'offensive le 1er septembre et la 4e division 5 500. Mais seules quelques centaines hommes de chaque division peuvent retourner en Corée du Nord après la seconde bataille du Nakdong. La majorité des troupes nord-coréennes a été tuée, capturée ou a déserté. Le nombre exact de victimes nord-coréennes à Yongsan est impossible à déterminer, mais une quantité substantielle de la force d'attaque a été perdue dans la bataille. L'ensemble du 2e corps d'armée nord-coréen est dans un état similaire, et l'armée nord-coréenne, épuisée après les combats contre le périmètre de Pusan et scindée en deux après le débarquement d'Incheon, est au bord de la défaite.
Le nombre de pertes américaines à Yongsan est également difficile à déterminer. En effet, des unités dispersées de la division ont été engagées tout le long du Nakdong Bulge et le total des victimes est difficile à dénombrer précisément pour chaque zone. La 2e division d’infanterie américaine subit 1 120 tués, 2 563 blessés, 67 capturés et 69 disparus lors de la seconde bataille du Nakdong. Mais ce total comprend aussi environ 180 blessés lors de la première bataille du Nakdong le mois précédent. Les forces américaines ont sans cesse été repoussées, mais elles demeurent en mesure d'empêcher les Nord-Coréens de percer le périmètre de Busan. La division compte 17 498 soldats au 1er septembre et demeure en excellente condition pour attaquer en dépit de ses pertes. La 1re brigade provisoire des Marines dénombre 185 morts et environ 500 blessés au cours de la bataille de périmètre de Busan, mais l’essentiel des pertes a eu lieu à Yongsan.
Une fois de plus la faiblesse fatale de l'armée nord-coréenne lui a coûté la victoire après un impressionnant succès initial. Ses communications et ses capacités logistiques et d’approvisionnement ne lui permettent pas d'exploiter une percée et de soutenir une attaque continue contre un massif déploiement aérien, d’artillerie et de blindés, qui peut être concentré contre ses troupes aux endroits critiques,. Le 8 septembre, les attaques nord-coréennes dans la région sont définitivement repoussées.